# ツメナシコウモリ科
ツメナシコウモリ科（ツメナシコウモリか、Furipteridae）は、翼手目に含まれる科。

## 分布
南アメリカ大陸、トリニダード・トバゴ、パナマ

## 形態
体長3.5 - 6センチメートル。尾長2.4 - 3.6センチメートル。体重3 - 5グラム。
耳介は幅広い漏斗状。前腕長3 - 4センチメートル。前肢の第1指が退化的で、爪がない。

## 分類
以下の分類および英名はMammal Species of the World(3rd ed.)（Simmons, 2005）、和名は（今泉, 1986）に従うものとする。
- Amorphochilus マルミミツメナシコウモリ属
  - Amorphochilus schnablii マルミミツメナシコウモリ Smoky bat
- Furipterus ツメナシコウモリ属
  - Furipterus horrens ツメナシコウモリ Thumbless bat

## 生態
生態は不明だが、洞窟をねぐらにして昆虫を食べると考えられている。